# Parallelia goniophora
Parallelia goniophora là một loài bướm đêm trong họ Erebidae.